# Розничи
Розничи (укр. Розничі) — село в Колковской поселковой общине Луцкого района Волынской области Украины.
До 2020 года входило в Маневичский район.
Код КОАТУУ — 0723686402. Население по переписи 2020 года составляет 740 человека. Почтовый индекс — 44664. Телефонный код — 3376. Занимает площадь 0,253 км².